# Sax Gyula
Sax Gyula (Budapest, 1951. június 18. – Kecskemét, 2014. január 25.) magyar sakkozó, nagymester, 1978-ban a magyar csapattal olimpiai bajnok, kétszeres sakkolimpiai ezüstérmes, kétszeres világbajnokjelölt, kétszeres magyar bajnok, U20 junior Európa-bajnok.

## Élete
1970-ben lett mester, 1972-ben nemzetközi mester, 1974-ben nagymester. 1971-1972-ben U20 junior Európa-bajnok. Versenyt nyert Rovinjban (illetve Zágrábban) 1975-ben, Vinkovciben 1976-ban, Las Palmasban 1978-ban, Amszterdamban 1979-ben. 1987-ben Szabadkán kvalifikációt szerzett a világbajnok kihívójának személyéről döntő Világbajnokjelöltek versenyére, de ott vereséget szenvedett Nigel Shorttól (+0=3−2).

## Szereplései csapatban
Tagja volt a sakkcsapat világbajnokságon 1985-ben 2. helyezést, valamint az 1989-ben 4. helyezést elért magyar válogatottnak. 1985-ben tábláján egyénileg az 1. helyezést szerezte meg.
Hat alkalommal szerepelt a sakkcsapatok Európa Bajnokságán a magyar válogatottban, amelyeken csapatban két ezüst és két bronzérmet szerzett, egyénileg egy arany és egy bronzérem jelzi eredményességét.
Tagja volt az 1972-ben 2., 1974-ben 3. helyezést elért magyar egyetemi-főiskolai válogatottnak a Főiskolai sakkvilágbajnokságon. 1972-ben tábláján a legjobb eredményt érte el a mezőnyben.
Tagja volt az 1999-es Mitropa Kupán aranyérmet szerzett magyar válogatottnak.

### Olimpiai szereplései
Tízszer szerepelt a magyar csapattal sakkolimpián, amelyek közül 1978-ban arany, 1972-ben és 1980-ban ezüstérmet szerzett. Egyénileg az 1978-as olimpián tábláján a 3. legjobb eredményt elérve egyéni bronzérmet szerzett.
| Év   | Olimpia         | Helyszín                         | Tábla   | Győzelem | Vereség | Döntetlen | %    | Helyezés egyéni | Helyezés csapat |
| 1972 | 20. sakkolimpia | Szkopje ( Jugoszlávia)           | 2.tart. | 8        | 1       | 1         | 85   |                 | Ezüstérem       |
| 1974 | 21. sakkolimpia | Nizza ( Franciaország)           | 2.tart. | 9        | 3       | 2         | 71,4 | 9.              | 6.              |
| 1978 | 23. sakkolimpia | Buenos Aires ( Argentína)        | 3.      | 5        | 0       | 7         | 70,8 | Bronzérem       | Aranyérem       |
| 1980 | 24. sakkolimpia | La Valletta ( Málta)             | 3.      | 4        | 1       | 7         | 62,5 | 13.             | Ezüstérem       |
| 1982 | 25. sakkolimpia | Luzern ( Svájc)                  | 3.      | 4        | 2       | 6         | 58,3 | 25.             | 5.              |
| 1984 | 26. sakkolimpia | Szaloniki ( Görögország)         | 4.      | 4        | 2       | 5         | 59,1 | 25.             | 4.              |
| 1986 | 27. sakkolimpia | Dubaj ( Egyesült Arab Emírségek) | 3.      | 6        | 2       | 4         | 66,7 | 9.              | 4.              |
| 1988 | 28. sakkolimpia | Szaloniki ( Görögország)         | 3.      | 5        | 2       | 6         | 61,5 | 18.             | 5.              |
| 1992 | 30. sakkolimpia | Manila ( Fülöp-szigetek)         | 1.      | 3        | 0       | 8         | 63,6 | 15.             | 17.             |
| 2000 | 34. sakkolimpia | Isztambul ( Törökország)         | 1.tart. | 2        | 1       | 4         | 57,1 | 34.             | 4.              |

## Kiemelkedő versenyeredményei
- 1974 Vrnjacska Banja 1.
- 1975 Zágráb 1.
- 1976 Vinkovci 1.
- 1976 Magyar bajnokság 1.
- 1976 Magyar bajnokság 1-2.
- 1978 Las Palmas 1.
- 1978 Buenos Aires (olimpia) 1.
- 1978 Kanada nyílt bajnokság 1.
- 1979 IBM (Amszterdam) 1-2.
- 1980 Versec 1.
- 1980 Málta (olimpia) 1-2.
- 1982 Zürich 1.
- 1983 OHRA (Amszterdam) 1-2.
- 1984 Lugano 1.
- 1984 Róma 1-2.
- 1985 Luzern (csapatbajnokság)
- 1985 Balatonberény 1-2.
- 1986 New York 1-2.
- 1986 Róma /-//.
- 1987 Ausztrál nyílt bajnokság 1.
- 1987 Zónaverseny, Varsó 1.
- 1987 Zónaközi döntő, Szabadka 1-3.

## Játékereje
Legmagasabb elért Élő-pontszáma 2691 volt 1982 szeptemberében, amellyel akkor a világranglista 24. helyén állt. Legmagasabb világranglista-helyezése a 20. volt, 1980 januárjában.

## Díjai, elismerései
- Magyar Népköztársaság Sportérdemérem ezüst fokozata (1972) a szkopjei sakkolimpián szerzett ezüstéremért[19]
- Érdemes Sportoló cím (1975)[20]
- A Munka Érdemrend ezüst fokozata (1978), a Buenos Airesben rendezett sakkolimpián elért 1. helyezésért[21]
- Haza Szolgálata Érdemérem arany fokozata (1988)[22]
- Pro Urbe díj (2003) A Zalaegerszegi Csuti-Hydrocomp SK sakkcsapatának tagjaként.[23]